# Felizarda Jorge
Felizarda Jorge (23 de fevereiro de 1985) é uma basquetebolista profissional angolana.

## Carreira
Felizarda Jorge integrou a Seleção Angolana de Basquetebol Feminino, em Londres 2012, que terminou na décima segunda colocação.